# Greggered
Greggered is een plaats in de gemeente Mölndal in het landschap Halland en de provincie Västra Götalands län in Zweden. De plaats heeft 132 inwoners (2005) en een oppervlakte van 23 hectare. Greggered wordt omringd door zowel landbouwgrond als bos en ligt vlak aan het meertje Småsjön. De stad Göteborg ligt zo'n twaalf kilometer ten noordwesten van de plaats.